# Ørslev (Vordingborg Kommune)
Ørslev ist ein Ort auf der dänischen Insel Seeland. Er gehört zur Gemeinde Vordingborg in der Region Sjælland und zählt 1877 Einwohner (Stand 1. Januar 2023). Die Ortschaft liegt etwa 4 km nördlich von Vordingborg.

## Entwicklung der Einwohnerzahl
| Jahr           | Einwohner |
| -------------- | --------- |
| 1. Januar 1976 | 1282      |
| 1. Januar 1981 | 1921      |
| 1. Januar 1986 | 2000      |
| 1. Januar 1990 | 1954      |
| 1. Januar 1996 | 1849      |
| 1. Januar 2000 | 1822      |
| 1. Januar 2004 | 1836      |
| 1. Januar 2006 | 1886      |
| 1. Januar 2008 | 1845      |
| 1. Januar 2010 | 1828      |